# Мартін-Муньйос-де-лас-Посадас
Мартін-Муньйос-де-лас-Посадас (ісп. Martín Muñoz de las Posadas) — муніципалітет в Іспанії, у складі автономної спільноти Кастилія-і-Леон, у провінції Сеговія. Населення — 347 осіб (2010).
Муніципалітет розташований на відстані близько 100 км на північний захід від Мадрида, 40 км на захід від Сеговії.

## Демографія
Динаміка населення (INE ):